# Nalkowska (krater)
Nalkowska är en nedslagskrater på planeten Venus. Nalkowska har fått sitt namn efter den polska författaren och kvinnorättsaktivisten Zofia Nałkowska.
Kratern har en diameter på ungefär 22 km.